# Augusto Gustavo Schulz

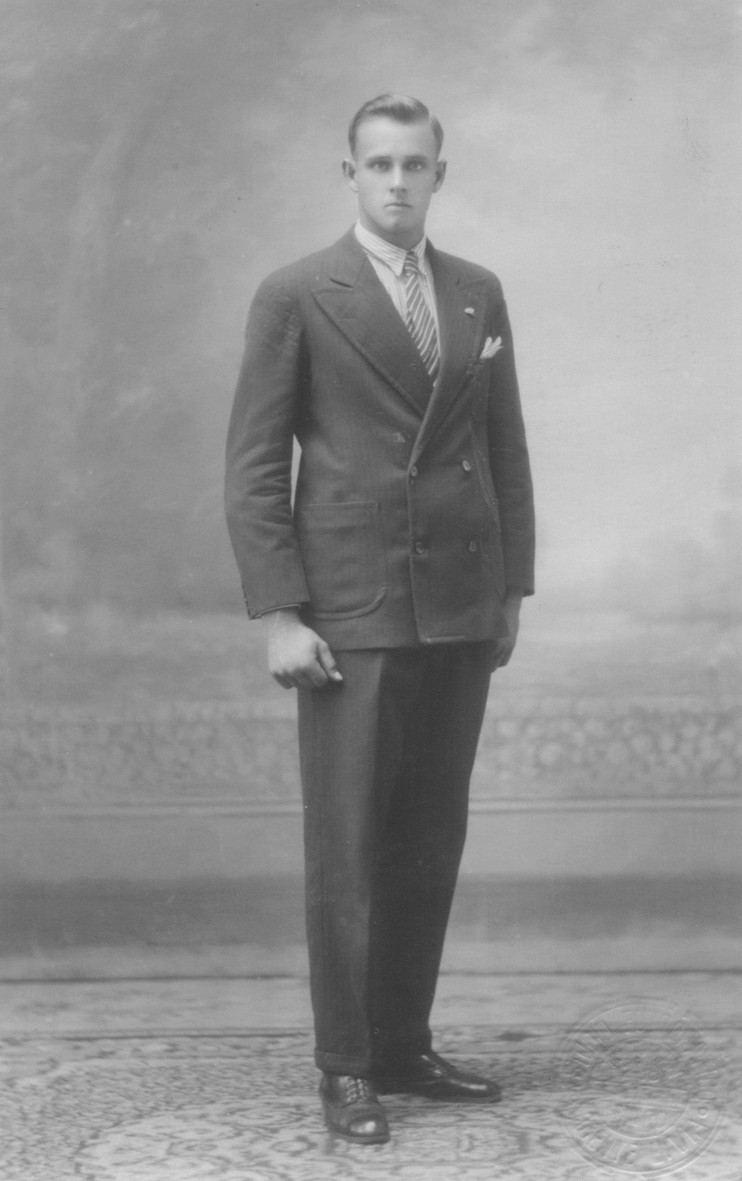
Augusto Gustavo Schulz.

August Gustavo Schulz (Peguahó, Departamento Empedrado, 28 de setembro de 1899 - 26 de junho de 1992) foi um botânico e professor argentino.

## Homenagens
Em sua reunião plenária as Comissões de  "Ciência e Tecnologia" e de "Agricultura e Pecuária" da Câmara dos Deputados da Argentina, em 14 de novembro de 2001, expressam o reconhecimento ao serviço prestado pelo mesmo.
Algumas espécies nomeadas em sua homenagem:
- Oxypetalus schulzii Malme 1933
- Morrenia schulziana T.Mey. 1944
- Aloysia schulziana Moldenke 1938
- Aloysia chacoense Moldenke 1938
- Vernonia schulziana Cabrera 1944
- Vernonia chaquensis Cabrera 1944
- Convolvulus schulzii O'Donnell 1948
- Ipomoea schulziana O'Donnell 1948
- Wissadula densiflora var. schulzii R.E.Fr. 1947